# Paris Sciences et Lettres
Paris Sciences et Lettres (сокр. PSL) — научно-исследовательское учреждение, основанное в Париже в 2010 году. Статус университета с 2019 года. Кампусы университета располагаются в Латинском квартале, Холме Святой Женевьевы, Порт-Дофине. В состав членов альянса входят:
- Высшая нормальная школа (Париж) (ENS-Ulm).
- Практическая школа высших исследований (EPHE).
- Национальная школа хартий (ENC).
- Коллеж де Франс (Collège de France).
- Высшая школа промышленной физики и химии города Париж (ESPCI).
- Высшая национальная школа химии города Париж (ENSCP).
- Парижская обсерватория (OBSPM).
- Институт Кюри.
- Университет Париж-Дофин.
- Высшая национальная консерватория драматического искусства (CNSAD).
- Горная школа Парижа (ENSMP).

В 2015 году PSL получил статус публичного учреждения: стал исследовательским университетом. В 2022, PSL University занял 1 место во Франции и 26 место в рейтинге QS World University Rankings,
The Times Higher Education включил Paris Sciences et Lettres в свой рейтинг вузов. По состоянию на осень 2019 года PSL занимает 45 место в мире и 14 в Европе.